# Galgenvögel (1930)
Galgenvögel (englisch Hell’s Heroes ‚Helden der Hölle‘, österreichischer Alternativtitel Drei heilige Verdammte) ist ein Western und der erste Tonfilm des Regisseurs William Wyler. Es wurde auch eine Stummfilm-Fassung veröffentlicht. Als Vorlage diente der 1913 veröffentlichte Roman The Three Godfathers von Peter B. Kyne, der davor mehrfach in der Stummfilmära und später noch von John Ford als Spuren im Sand (1948) verfilmt wurde.

## Handlung
Drei Verbrecher – ‚Barbwire‘ Tom Gibbons, ‚Wild Bill‘ Kearny und José – reiten nach New Jerusalem. Ihr Anführer Bob Sangster befindet sich schon dort. Das Tanzmädchen Carmelita liebt ihn, wodurch er die Eifersucht des Sheriffs erregt. Die vier Schurken überfallen die Bank; der Kassierer und José werden getötet, Barbwire Gibbons verwundet. Bei der Flucht hält ein Sandsturm ihren Verfolgertrupp auf und verscheucht ihre Pferde; sie haben kaum noch Wasser.
In der Nähe eines versiegten Wasserlochs finden sie eine Frau in einem Planwagen, die einen Sohn zur Welt bringt. Sterbend bittet sie die drei Männer, die Paten des Neugeborenen zu werden und es zu seinem Vater nach New Jerusalem zu bringen; sie ahnt nicht, dass sie dies von den Mördern ihres Mannes erbittet. Nach langem Zögern nehmen die drei Männer Amt und Auftrag an und machen sich auf den Rückweg. Bob Sangster beabsichtigt, die anderen vor Erreichen des Ziels zu verlassen.
Um Wasser zu sparen und die anderen nicht aufzuhalten, bleibt Barbwire Gibbons zurück und erschießt sich. Als das Baby die letzte Dosenmilch getrunken hat, die sie im Planwagen gefunden haben, lässt Wild Bill Kearney einen Zettel für den schlafenden Bob Sangster zurück und geht in die Wüste. Er teilt mit, dies sei sein Weihnachtsgeschenk, denn drei könnten mit dem verbliebenen Wasser New Jerusalem nicht erreichen.
Anfangs widerwillig, setzt Bob Sangster seinen Weg fort. Kurz vor dem Verdursten findet er ein kleines Wasserloch; ein Schild warnt, dass das Wasser durch Arsen vergiftet ist. In der Hoffnung, das Wasser möge ihm Kraft genug für den Rest des Weges geben, bevor es ihn tötet, trinkt er schließlich davon so viel er kann.
In New Jerusalem führt ihn das Lied Silent Night zur Kirche, wo am Heiligen Abend die gesamte Stadt versammelt ist.

## Produktionsnotizen
Die Außenaufnahmen zu dem ersten „all-sound outdoor film“ der Produktionsfirma Universal Studios wurden „Ende 1929“ gedreht in Gebieten Kaliforniens und Nevadas: Mojave-Wüste, Panamint Valley, Bodie- und Red Rock Canyon William Wyler mochte, wie er später häufig erklärte, den Tonfilm von Anfang an und hielt ihn nicht „wie die meisten Regisseure […] für ein großes Mysterium“.
Es gibt allerdings auch eine Stummfilmfassung mit teilweise abweichenden Bildern. So wird der Selbstmord Barbwire Gibbons in der Tonfilmfassung durch einen Knall deutlich, in der Stummfilmfassung durch Mündungsfeuer im Hintergrund.
Bei den Dreharbeiten bekämpften der Produzent Carl Laemmle Jr. und Hauptdarsteller Charles Bickford die Konzeptionen des Regisseurs. Laemmle „taktierte und tobte und trieb seine Techniker dazu, vieles zu verändern und abzuschwächen“, konnte aber nach dem Urteil von Norbert Grob „[d]er visuellen Phantasie“ Wylers kaum schaden. Charles Bickford meinte „als bekannter Theaterdarsteller aus New York […], mehr von Dialogen zu verstehen als alle Filmemacher in Hollywood“ und erhielt vom Produzenten die Erlaubnis, das Drehbuch umzuschreiben. Der Regisseur „ließ ihn gewähren“ nutzte jedoch Bickfords Abwesenheit, um seine Vorstellungen zu verwirklichen: „[Ich] gab […] irgendjemandem seine [nämlich Bickfords] Stiefel […] und drehte die Szene so, wie ich sie mir vorstellte. Ich drehte nicht die Stiefel, sondern nur die Spuren, die sie hinterließen. […] Zuerst verliefen sie gerade, dann schlingernd […].“
Zur Filmmusik gehören das auf einer Mundharmonika gespielte Lied Oh! Susanna von Stephen Foster und das von einem Chor gesungene Weihnachtslied Stille Nacht, heilige Nacht.

## Aufführungsgeschichte
Seine Premiere erlebte der Film am 27. Dezember 1929 in New York; die Datenbank IMDb geht allerdings von einer noch früheren Aufführung in
Elizabethton (Tennessee) am 12. Dezember aus. In den offiziellen Verleih gelangte der Streifen erst am 5. Januar 1930.
Im Jahr 1931, als der Film in Deutschland in die Kinos kam, reiste der Regisseur nach Europa und besuchte neben seiner Geburtsstadt Mülhausen auch Berlin, wo er eine Vorführung des Films erlebte und danach eine Pressekonferenz gab. Wie er später angab, schien es ihm, als sei die gesamte deutsche Presse anwesend gewesen; auf ihn als 28-Jährigen habe das Erlebnis einen großen Eindruck gemacht.

## Synchronisation
Im Jahr 1931 kamen insgesamt 64 ausländische Tonfilmimporte in deutsche Kinos; 52 wurden in einer deutschen Sprachversion aufgeführt. Galgenvögel gehörte zu der kleinen Gruppe von sechs Streifen unter ihnen, die in Deutschland selbst nachsynchronisiert wurden. Da die Vorbehalte Anfang der 1930er Jahre gegenüber dem „Notbehelf“ synchronisierter Filme noch weit verbreitet waren, gab es auch eine Tonfassung ohne Dialog.

## Kritik
Die zeitgenössische Kritik hob an dem Film die ungewöhnlich gute Besetzung und Regie hervor.
Viele Filmkritiker schätzen den Film sehr. Leonard Maltin etwa hält ihn für die wohl beste Verfilmung des Romans von Peter B. Kyne; sie sei nämlich weniger sentimental als die anderen und besteche durch ihre Inszenierung sowie die schauspielerischen Leistungen; deshalb gibt er 3,5 von 4 Punkten.
Immer wieder erwähnt wird die „exzellente“ Arbeit des Kameramanns George Robinsons, der – im Gegensatz zum damaligen Standard der Produktionsfirma – „Schatten auf den Gesichtern, harte Hell-Dunkel-Kontraste, düstere Blicke aufs gelobte Land“ lieferte.
Norbert Grob sieht in dem Film Wylers künstlerischen „Höhepunkt der 1920er Jahre“, denn anstatt das 1925 mit dem Kurzwestern Crook Buster begonnene serielle Standardkino fortzusetzen, habe Wyler „das schlichte Sujet einfach als Gerüst [genommen], über das er das vielfältige, verschlungene Gebäude einer Tragödie errichtet[]“ habe. Im Einzelnen lobt er, wie die Ganoven in ihrer Eigenart charakterisiert werden, welche „deftigen“ Details Wyler bietet – etwa einen „Sheriff, der anfangs einem der Tanzmädchen ungeniert unter den Rock zu schauen sucht“ – und die Schnitttechnik bei den „rasanten Verfolgungsszenen direkt nach dem Banküberfall.“ Grob resümiert, der Western gehöre „zu den frühen Beispielen des Tonfilms, in denen die innovativen Elemente des Visuellen Träger der Aussage sind, nicht die Story, nicht die Dialoge.“